# Richard Simon
Richard Simon [rišár simon] (13. května 1638 Dieppe – 11. dubna 1712) byl francouzský katolický kněz, oratorián, hebraista a orientalista, který se zabýval původem a autorstvím biblických knih. Bývá považován za zakladatele biblické kritiky.

## Život a působení
Narodil se ve zbožné rodině v Dieppe v Normandii, kde navštěvoval oratoriánskou kolej a díky podpoře mohl studovat teologii v Paříži. Tam se také začal zajímat o hebrejštinu a další orientální jazyky. V roce 1662 vstoupil do tamního oratoria a učil filosofii na řádové koleji v Juilly u Paříže a roku 1670 byl vysvěcen na kněze. V letech 1663–1678 byl pověřen katalogizací orientálních rukopisů v bohaté řádové knihovně. Měl k dispozici i královskou knihovnu a spolupracoval s pařížskými rabíny, roku 1670 publikoval protest na obranu Židů v Metách proti obvinění z rituální vraždy. Svými ostrými kritikami však vyvolal i nepřátelství jansenistů, zejména Arnaulda.
Roku 1678 chtěl publikovat své „Kritické dějiny Starého zákona“, ale ač knihu schválila pařížská univerzita, dvorní kazatel Jacques-Bénigne Bossuet prosadil zabavení a zničení celého nákladu 1300 výtisků. Vydání z nedbalého opisu vyšlo proti Simonově vůli v Amsterdamu u Elzeviera, bylo přeloženo do latiny (1681) a angličtiny (1682) a vzbudilo mimořádný zájem: četl je mimo jiné John Locke, Isaac Newton, John Dryden a Simona kritizoval například Samuel Clarke. Simon musel opustit oratorium a když i jeho snaha o dohodu s Bossuetem ztroskotala, působil jako farář v Bolleville a pak se vrátil do rodného Dieppe, kde také zemřel.
V roce 1689 vydal „Kritické dějiny Nového zákona“ a o rok později „Kritické dějiny překladů Nového zákona“ a 1693 „Kritické dějiny komentářů k Novému zákonu“. Jeho knihy vyvolaly bouřlivou polemiku, na niž Simon odpověděl knihou „Odpovědi“ (1696). Roku 1702 vydal v Trévoux vlastní překlad Nového zákona, který opět narazil na odpor Bossuetův.

## Odezvy a vliv
Simon mohl navázat na jisté pochybnosti o Mojžíšově autorství prvních knih bible, na kritiku masoretské hebrejské bible u Louise Cappela nebo na oratoriána Jeana Morina, ostře však polemizoval se skepsí B. Spinozy. Při studiu rukopisů Starého zákona narazil na množství odchylek a – v návaznosti na poznámky v komentářích Abrahama ibn Ezry – ukázal, že autorem prvních knih Tóry nemohl být Mojžíš. Z odchylek různých rukopisů však neodvodil – jako Spinoza – pochybnost o bibli vůbec, ale dospěl k názoru, že na samotný text se nelze spolehnout, nýbrž že byl a je závislý na tradici jeho výkladu. Tak punktování hebrejského textu, které zabránilo dalším omylům, vzniklo až v 6. století na základě rabínské výkladové tradice. Boží inspiraci bible tak nelze přisoudit jen zachovanému textu, neboť vlastně pokračuje ve výkladové tradici.
Tento postoj ovšem narazil na několika stranách. Katolíci i protestanti se obávali, že Simon zpochybňuje autoritu bible, i když naopak hájil její inspiraci. Katolíky podráždila Simonova kritika Církevních otců, kdežto protestantům vadilo, že Simon vyvrací reformační princip sola scriptura a obhajuje katolické učení o Písmu a tradici. Skutečný význam Simonův tak objevili až biblisté 19. a 20. století, takže je pokládán za otce biblické kritiky.